# Postkolonializm

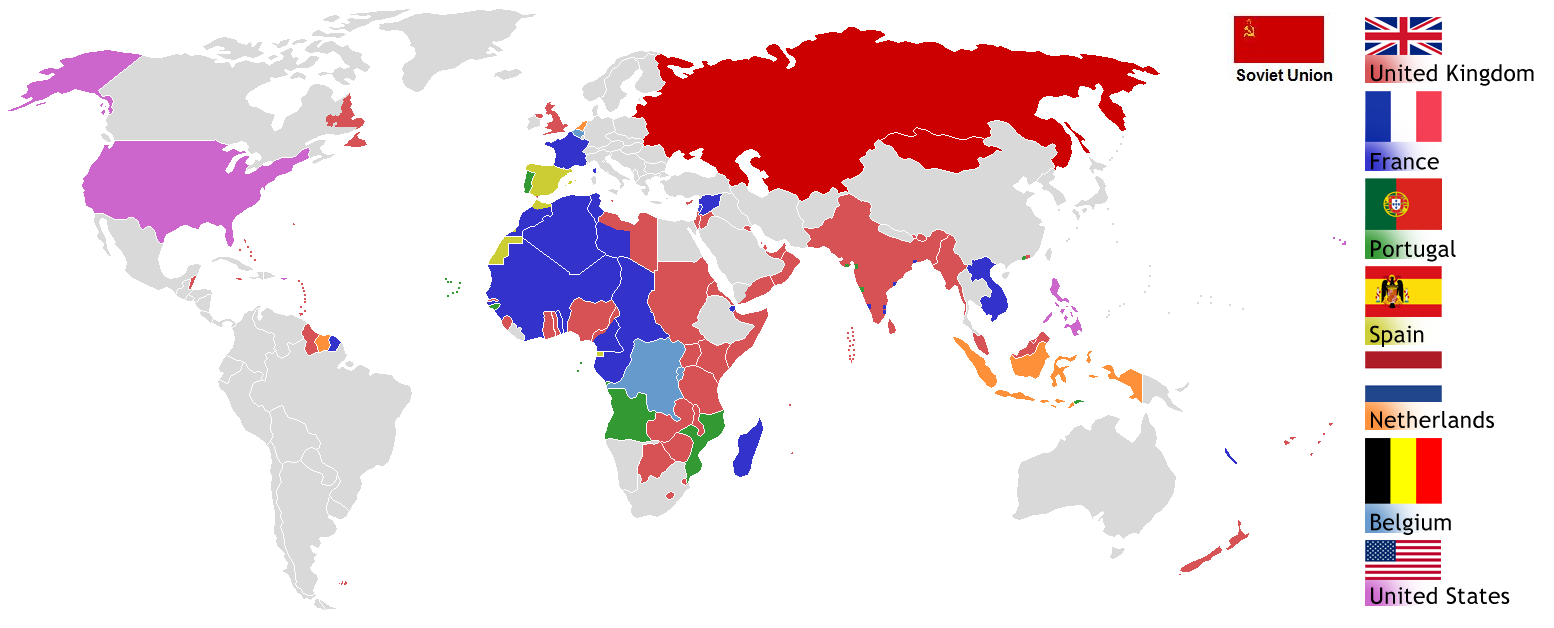
Mapa imperiów kolonialnych po zakończeniu II wojny światowej, 1945

Post-kolonializm (także studia post-kolonialne, teoria post-kolonialna, postkolonializm) to dyscyplina naukowa opierająca się na intelektualnym dyskursie, który służy do analizowania i wyjaśniania zarówno kulturowych pozostałości kolonializmu i imperializmu, jak i badania konsekwencji kontrolowania kraju i zasiedlania go w celu ekonomicznej eksploatacji ludności tubylczej i jej ziemi. Wywodzące się ze szkoły postmodernistycznej studia post-kolonialne analizują politykę wiedzy (jej wytwarzanie, kontrolę i dystrybucję) poprzez badanie funkcjonalnych relacji między społeczną i polityczną władzą, która podtrzymuje kolonializm i neo-kolonializm. Zadają w ten sposób pytanie, jak imperialny reżim wytwarza obraz (społeczny, polityczny, kulturowy) kolonizatora i kolonizowanego. 
Jako element nowożytnej historii, post-kolonializm kwestionuje i reinterpretuje sposoby kulturowej percepcji – tego, czym jest obserwacja i bycie obserwowanym. Jako część antropologii, post-kolonializm bada relacje międzyludzkie wśród narodów kolonizujących i kolonizowanych, eksploatowanych przez władzę kolonialną. Jako teoria krytyczna, post-kolonializm obrazuje i wyjaśnia ideologię i praktykę neo-kolonializmu, wspomagając się przykładami ze świata humanistyki – historii i nauk politycznych, filozofii i marksizmu, socjologii, antropologii, feminizmu, lingwistyki i literatury post-kolonialnej – gatunku prezentującego narrację zniewolonych kobiet i mężczyzn. 
Kolonializm przedstawiany był jako „poszerzanie świata cywilizowanego”, co ideologicznie usprawiedliwiało samowolnie przypisaną sobie przez europejski, zachodni świat wyższość (rasową i kulturową) nad światem nie-zachodnim. Wizję taką przedstawiał Ernest Renan w La Réforme intellectuel et morale (1871), twierdząc, jakoby imperialne zarządzanie skutkowało intelektualną i moralną poprawą „kolorowych ludzi niższych kultur”. Ta ustanowiona z ramienia boskiego harmonia między ludzkimi rasami byłaby możliwa wtedy, gdy zarówno kolonizator, jak i kolonizowany mieć będzie przypisaną kulturową tożsamość, miejsce w społeczeństwie oraz ekonomiczną rolę w imperium kolonialnym.
W drugiej połowie XIX wieku taki skoncentrowany na przynależności rasowej sposób myślenia był w powszechnym użyciu, uzasadniając geopolityczny wyścig między imperiami w Europie i Amerykach. Szczególnie w przypadku kolonizacji Dalekiego Wschodu i tzw. Wyścigu o Afrykę (1870-1914) reprezentowanie homogenicznej europejskiej tożsamości usprawiedliwiało kolonizację – podporządkowanie sobie ludności tubylczej, wykorzystywanie ich pracy oraz niszczenie naturalnych dóbr ich krajów. Tak więc, Wielka Brytania, Francja i Niemcy wytworzyły teorię wyższości narodu, która usprawiedliwiała kolonializm jako niesienie światła cywilizacji ludziom pogrążonym w mrokach dziejów. La mission civilisatrice, misja cywilizowania przypisana sobie przez Imperium francuskie, głosiła jakoby niektóre rasy miały wyższe cele w swym działaniu, tak więc jako bardziej rozwinięte mają prawo kolonizować innych, w ramach służenia idei „cywilizacji”.

## Definiowanie post-kolonializmu
W sferze epistemologicznej (studia nad wiedzą, jej naturą i weryfikowalnością), etycznej (filozofia moralna), i politycznej (pojęcie obywatelstwa), post-kolonializm skupia się na polityce wiedzy - kwestii ustanowienia post-kolonialnej tożsamości ludzi zdekolonizowanych, która wywodzi się z: (I) kulturowej wiedzy kolonizatorów o kolonizowanych, i (II) tego jak kulturowa wiedza Zachodu była używana do podporządkowania i wpasowania nie-europejskich społeczności w przynoszący zyski system kolonii zależnej od europejskiego kraju-matki, który to system, już po początkowej inwazji, stanowiony był poprzez podtrzymywanie tożsamości kulturowej „kolonizatora” i „kolonizowanego”. 

### Tożsamość post-kolonialna
Ludzie będący częścią społeczeństwa zdekolonizowanego wypracowali post-kolonialną tożsamość, poprzez interakcje pomiędzy różnymi przejawami tożsamości (kulturowymi, narodowymi, etnicznymi) oraz poprzez społeczne relacje między płciami, klasami i kastami. Tożsamość ta determinowana jest przez płeć kulturową i rasę osoby kolonizowanej, a także przez rasizm wpisany w strukturę społeczeństwa kolonialnego. W literaturze post-kolonialnej narracja antykolonialna analizuje politykę tożsamościową skupiając się na społecznym i kulturowym punkcie widzenia podmiotów kolonialnych - ich kreatywnym oporze przeciw kulturze kolonizatorów. Bada jak ów opór dopełnił proces kształtowania się społeczeństwa kolonialnego, a przede wszystkim jak neokolonializm aktywnie wzmacnia społeczną, binarną opozycję my-oni, ukazując świat nie-zachodni jako zamieszkany przez Innych.
Oparty na geopolitycznej homogeniczności dyskurs neokolonialny umieszcza społeczności zdekolonizowane, ich kulturę i kraje w wyimaginowanym miejscu, nazwanym „Trzecim Światem”. Krytyka post-kolonialna analizuje dyskurs neokolonialny oraz funkcje (filozoficzne i polityczne) jego niejasnych znaczeniowo pojęć, by ukazać ich kulturową nieadekwatność - terminy takie jak „Arabowie”, „Pierwszy Świat”, „Chrześcijaństwo” czy „Świat Islamu” zawierają w sobie heterogeniczne kultury, do których opisu należy wypracować szczegółowe i dopasowane pojęcia.

### Wygenerowana wiedza Zachodu
To, co zachodni Europejczycy wiedzieli o społecznościach świata nie-zachodniego - czyli homogeniczne kulturowo koncepcje takie jak „Orient”, „Świat Islamu” czy „Czarna Afryka” - zostały wypracowane w specyficznym kontekście socjoekonomicznych relacji między europejskimi kolonizatorami a kolonizowanymi, nie-europejskimi Innymi. Binarna relacja społeczna podmiot-przedmiot, zaistniała między będącym u władzy Zachodem i bezsilnym Wschodem, była zbudowana i determinowana poprzez orientalizm, będący zachodnią interpretacją i wyobrażeniem nie-zachodnich społeczeństw, miejsc i rzeczy.

### Zastosowana wiedza Zachodu
Używając orientalistycznej „wiedzy” (etnograficznej, socjologicznej, antropologicznej, et cetera) o społecznościach, które miały zostać skolonizowane, kolonizatorzy umieszczali te społeczności niżej w hierarchii społeczności kolonialnych, tak by służyły one ekonomicznym interesom imperiów. Tak więc, post-kolonializm analizuje i przedstawia relacje społeczne w świecie post-kolonialnym, relacje między centrum a peryferiami kolonializmu, by pokazać jak „relacje, praktyki i wyobrażenia” przeszłości są reprodukowane i transformowane poprzez wytwarzanie, kontrolowanie i dystrybuowanie wiedzy.

## Charakterystyka

### Teoria krytyczna
Post-kolonializm ma na celu destabilizację teorii (intelektualnych i lingwistycznych, społecznych i ekonomicznych) które są podporą myśli zachodniej - takie jak racjonalizm, praworządność i monoteizm - za pomocą których kolonizatorzy „postrzegali”, „rozumieli” i „znali” świat. Teoria post-kolonialna tym samym wytwarza przestrzeń intelektualną dla ludzi pozbawionych głosu, umożliwiając im wypowiedzenie się we własnym imieniu. Tym samym wytwarza przestrzeń dyskursu międzykulturowego - filozoficznego, językowego, społecznego i ekonomicznego, który ma na celu przywrócić do równowagi nierówną opozycję my-oni, opartą na relacji władzy pomiędzy podmiotem a przedmiotem kolonialnym.

### Znaczenia

#### Zastosowanie w kontekście czasu
Jako pojęcie używane w historii nowożytnej, post-kolonializm jest niekiedy używany jako określenie okresu zaraz po kolonializmie, co jest zastosowaniem problematycznym, ponieważ czas w rozumieniu historycznym czy politycznym nie jest brany pod uwagę w krytycznym dyskursie o tożsamości, który stara się raczej badać pojęcia i wyobrażenia. Tak więc, pojęcia takie jak post-kolonialny i post-kolonializm przede wszystkim służą do ukazania, iż świat zdekolonizowany jest intelektualną przestrzenią sprzeczności, nieukończonych procesów, zamieszania, hybrydyczności i liminalności.

#### Zastosowanie neokolonialne
Pojęcie post-kolonializm jest także używane by zaznaczyć neokolonialną kontrolę kraju-matki nad zdekolonizowanym krajem, będącą efektem legalistycznej kontynuacji ekonomicznej, kulturowej i językowej relacji władzy, która była kluczowa w kolonialnej polityce wiedzy o społecznościach kolonizowanych.
Kulturowe i religijne założenia kolonialnej logiki pozostały wciąż w użyciu we współczesnym społeczeństwie, i są podstawą neokolonialnej postawy kraju-matki wobec jej dawniejszych włości kolonialnych - gospodarczym źródłem pracy i surowca. W The Location of Culture teoretyk Homi K. Bhabha twierdzi, że tak długo jak zachodni sposób widzenia świata będzie oparty na dostrzeganiu oddzielnych i nierównych kultur, raczej niż zintegrowanego świata człowieka, tak długo pokutować będzie wiara w istnienie wyobrażonych ludzi i miejsc - „świata Islamu”, „Drugiego Świata” czy „Trzeciego Świata”. By stawić czoła temu językowemu i społecznemu redukcjonizmowi, praktyka post-kolonialna wytworzyła filozoficzną wartość, jaką jest hybrydalna przestrzeń intelektualna, gdzie wieloznaczność zastępuje prawdę i autentyczność; tym samym, hybrydyczność jest filozoficzną wartością, która przeciwstawia się ideologii kolonializmu.

## Cele krytyki post-kolonialnej
Celem krytyki studiów post-kolonialnych jest stawienie czoła trwającym nadal skutkom kolonializmu, zauważalnym wśród ludzi niegdyś rządzonych przez imperium kolonialne. W tym celu, teoretycy post-kolonialni wypracowali społeczną i kulturową przestrzeń dla ludzi spoza społeczeństwa zachodniego, których kultury były uciskane przez europejski system wartości, promowany i ukształtowany jako dominująca ideologia w imperium kolonialnym. Ta kulturowa niewola miała na celu „ucywilizowanie” społeczności tubylczych na podobieństwo Europejczyków, tak jak proponował to i uzasadniał francuski filozof Joseph-Ernest Renan w książce La Réforme intellectuel et morale (1871) oraz niemiecki filozof Georg Wilhelm Friedrich Hegel w eseju Afrykański charakter (1830). 
Perspektywa krytyczna i analiza przedstawiona w książce Orientalizm (1978) przez Edwarda Saida, miała na celu ukazanie tego, jak uczeni europejscy w stosunku do społeczeństw nie-europejskich używali wysoce abstrakcyjnego bytu idealnego - koncepcji „Orientu”, by lekceważyć istniejące społeczeństwa pierwotne, ich dorobek intelektualny i kulturowy. W miejsce tego, uczeni orientaliści wytwarzali swoje własne, europejskie interpretacje i wyobrażenia tego co jest, a co nie jest „orientalne”, i tego kto jest a kto nie jest „orientalny”. 
Post-kolonializm krytycznie destabilizuje dominujące ideologie Zachodu, stawiając czoła pozostałościom kolonializmu i jego nieodłącznych założeń. W tym celu post-kolonializm analizuje następujące społeczne czynniki:
- antropologię, za pomocą której zachodni intelektualiści wytwarzali wiedzę o społecznościach pozaeuropejskich, wykorzystywaną potem przez instytucje kolonialne, by podporządkować sobie ludzi kolonizowanych

- literaturę kolonialną, której autorzy ideologicznie uzasadniali imperializm i kolonializm poprzez kulturowe wyobrażenia ludzi kolonizowanych i ich kraju, który imperium kolonialne musi kierować, by poprowadzić w stronę europejskiej nowoczesności

- literaturę post-kolonialną, w której autorzy artykułują swoją post-kolonialną tożsamość w społeczeństwie zdekolonizowanym (tożsamość często odebraną z powrotem z rąk kolonizatora), które jednocześnie wciąż podtrzymuje z pragmatycznych powodów związek z kolonialnym krajem-matką.

W definiowaniu i wykształceniu się tożsamości post-kolonialnej, literatura anty-kolonizacyjna stała się praktyką „tubylczej dekolonizacji”, gdzie autorzy tłumaczą i opisują osobiste i społeczne doświadczenie bycia podporządkowanym narzuconej tożsamości „kolonialnego przedmiotu”. Poprzez literaturę post-kolonialną, społeczności niegdyś kolonizowane prowadzą polemikę z niesłuszną, wykorzystywaną przez kraj kolonizujący, wizją ich człowieczeństwa. Przykładem z terytorium Afryki może być powieść Things fall apart (1958) autorstwa Chinua Achebe, traktująca o nigeryjskim doświadczeniu bycia częścią Imperium Brytyjskiego. Używając tubylczych wariantów języka kolonialnego, literatura postkolonialna odnosi się do hegemonii kulturowej kraju-matki. Poprzez „pisarstwo adresowane z powrotem do centrum” imperium kolonialnego, społeczności tubylcze tworzą swoją własną historię, która służyć ma uformowaniu i wykształceniu narodowej tożsamości po dekolonizacji.

## Istotni teoretycy

### Frantz Fanon
W dziele Wyklęty lud ziemi (1961), psychiatra Frantz Fanon analizuje i opisuje językiem medycyny naturę kolonializmu jako istotnie destruktywną. Twierdzi, że jej społeczne efekty - narzucenie niższej tożsamości kolonialnej - są szkodliwe dla zdrowia psychicznego ludności kolonizowanej, a ideologiczną esencją kolonializmu jest systematyczne odmawianie praw do wszystkich elementów człowieczeństwa ludności kolonizowanej; dowodzi, że ów proces dehumanizacji osiągnięty jest poprzez fizyczną i psychiczną przemoc, poprzez którą kolonizatorzy zaszczepiają służalczą mentalność u kobiet i mężczyzn tubylczych, ci zaś muszą gwałtownie sprzeciwić się temu procesowi.
Tym samym, silny opór przeciwko kolonializmowi jest psychicznie oczyszczającą praktyką, która wyplenia kolonialną służalczość z tubylczej psychiki, tym samym zwracając poczucie własnej wartości ludziom, których przemoc wpisana w system kolonialny zepchnęła na dno drabiny społecznej. Mając takie poglądy Fanon wspierał Front Wyzwolenia Narodowego (Front de Liberation Nationale - FLN) w Wojnie Algierskiej (1954-62) o wyzwolenie się spod panowania francuskiego.
Jednak już w 1909 roku, ponad pięćdziesiąt lat przed społeczną i polityczną diagnozą Fanona o szkodliwości podporządkowania kolonialnego dla zdrowia psychicznego, Mahatma Gandhi zorganizował kampanię dla Hind Swaraj (samorządu indyjskiego), by stawić opór brytyjskiemu panowaniu w Indiach. Rozumiane jako część praktyki post-kolonialnej, analizy imperializmu i kolonializmu przeprowadzone przez Fanona wywodzą swój początek od eseju Lenina Imperializm jako najwyższe stadium kapitalizmu (1916), w którym autor przedstawia związki (ekonomiczne, polityczne i społeczne) imperializmu kolonialnego z kapitalizmem. Lenin twierdzi, że taki system rządów jest zdegenerowaną formą kapitalizmu, potrzebującą wciąż większej eksploatacji ludzi, by zapewnić stały zysk.

### Edward W. Said
By ukazać binarną relację społeczną my-oni, która w zachodniej Europie przybrała formę podziału świata na świat „Zachodu” i „Orientu”, Edward W. Said poddał krytyce termin „Orientalizm” (wywodzący się z historii sztuki termin znaczący badanie Orientu). Wskazał, że kulturowe wyobrażenie wygenerowane poprzez opozycję my-oni są społecznymi konstruktami, konstytuującymi się nawzajem i niemogącymi istnieć jeden bez drugiego, ponieważ każdy z nich funkcjonuje w kontraście do Innego. Co istotne, „Zachód” wytworzył kulturowy koncept „Wschodu”, co dało Europejczykom szansę na uniemożliwienie społecznościom Bliskiego Wschodu, Indii i Azji, do samodzielnego reprezentowania siebie, jako odrębnych kultur i społeczności. Orientalizm scalił więc i zredukował nie-zachodni świat w jedną, homogeniczną kulturę - „Wschód”. Tym samym, w służbie imperialnego kolonializmu, oparty na opozycji my-oni paradygmat Orientalizmu pozwolił europejskim uczonym niesłusznie przedstawiać Świat Orientu jako zacofany, nieracjonalny i dziki, gdy tymczasem Zachodnia Europa miała być światem wyższym, postępowym i racjonalnym. W artykule Edward Said: The Exile as interpreter (1993), traktującym o Orientalizmie Saida, A. Madhavan twierdzi, że “wyrażona z wielką żarliwością teza Saida, obecnie zyskująca status niemalże kanonicznej, tłumaczyła orientalizm jako szkołę myślenia opartą na antynomii Wschód-Zachód, a także jako społeczną instytucję do postępowania z Orientem.
Władza, wiedza i kontrola
Czerpiąc z myśli filozofa Michela Foucault, Said ukazał jak władza i wiedza są nierozłącznymi komponentami intelektualnej opozycji okcydentalne - orientalne. Wskazał na to, jak taka zastosowana w praktyce kulturowa wiedza, pozwoliła Europejczykom zredefiniować a tym samym kontrolować ludzi, miejsca i rzeczy Orientu. Binarna relacja władza-wiedza jest kluczowa, by rozumieć kolonializm jako taki, a kolonializm europejski w szczególności, tak więc:

To the extent that Western scholars were aware of contemporary Orientals or Oriental movements of thought and culture, these were perceived either as silent shadows to be animated by the Orientalist, brought into reality by them, or as a kind of cultural and international proletariat useful for the Orientalist’s grander interpretive activity.

Jednakowoż, krytycy homogenicznej społecznej relacji Zachód - Wschód twierdzą, że termin orientalizm ma ograniczone możliwości opisowe i praktyczne zastosowanie, proponują tym samym koncepcję mówiącą, że są warianty orientalizmu odnoszące się do Afryki i do Ameryki Łacińskiej. 

### Gayatri Chakravorty Spivak
Filozofka i teoretyczka Gayatri Spivak wprowadziła terminy „esencjalizmu” i „strategicznego esencjalizmu” do opisu społecznych funkcji post-kolonializmu. Termin „esencjalizm” odnotowuje niebezpieczeństwo wpisane w uwolnienie głosu ludzi podporządkowanych - byłoby to niebezpieczeństwo takiego wprowadzenia ich do dyskursu, które uprościłoby zanadto kulturową tożsamość heterogenicznych grup społecznych a tym samym, stworzyło stereotypowe wyobrażenia różnych tożsamości ludzi tworzących grupę społeczną. Termin „strategicznego esencjalizmu” odnotowuje współczesną, podstawową tożsamość grupy używaną w praktyce dyskursu. Tym co różni dwa terminy jest to, że strategiczny esencjalizm nie ignoruje różnorodności grupy społecznej, a jedynie na pewien czas upraszcza jej tożsamość, by móc ją pragmatycznie wspierać.
Spivak rozwinęła i zastosowała termin epistemologicznej przemocy Michela Foucault, by opisać destrukcję nie-zachodnich sposobów postrzegania świata, i następującą po nich dominację zachodniej wizji. 
Tak więc, Spivak ostrzegała o niebezpieczeństwie ignorowania ludzi nie-zachodu jako kulturowych Innych, uznając że Zachód mógłby rozwinąć się - poza perspektywę kolonialną - poprzez introspektywną samokrytykę podstawowych ideałów. 
Okazuje się, że integracja głosów ludzi podporządkowanych systemom kolonialnym w przestrzeni nauk społecznych, jest zadaniem problematycznym.  Dzieje się tak dlatego, że sprzeciwianie się idei badania Innego jest podejściem nierealistycznym - o badaczach społecznych podążających tą ścieżką Spivak mówi, że odrzucanie mówienia o kulturowym Innym jest tylko ratowaniem swojego sumienia.
Co więcej, studia post-kolonialne odrzucają kolonialne przedstawienia ludzi podporządkowanych jako płytkich imitatorów europejskich kolonistów; odrzucają także przedstawienie skolonizowanych jako pasywnych odbiorców imperialnej władzy. Konsekwentnie korzystając z filozofii Foucaulta mówiącej o binarnym związku władzy i wiedzy, uczeni z Subaltern Studies Collective, zaproponowali, aby antykolonialny opór zawsze stawiał czoła każdym przejawom władzy kolonialnej.

### Dipesh Chakrabarty
W książce Prowincjonalizacja Europy (2000) Dipesh Chakrabarty opisał historię indyjskiej walki o niepodległość, a także stawił czoła eurocentrycznemu, zachodniemu nauczaniu o nie-zachodnich kulturach. Zaproponował, by postrzegać Zachodnią Europę po prostu jako kulturowo równą innym częściom świata, jako jedno z wielu miejsc na mapie.

## Narody post-kolonialne
Jako krytyczna teoria literatury, post-kolonializm bada literaturę ludzi, którzy niegdyś podlegali europejskim imperiom kolonialnym (Wielkiej Brytanii, Francji i Hiszpanii), a także literaturę państw zdekolonizowanych, zaangażowaną we współczesne, post-kolonialne układy (na przykład brytyjski Commonwealth). 
Post-kolonialna teoria krytyczna porównuje literaturę pisaną przez kolonizatorów i przez kolonizowanych, gdzie tematem jest przedstawienie ludzi kolonizowanych i ich życia jako podporządkowanych władzy kolonialnej. W literaturze holenderskiej literatura indyjska zawiera w sobie kolonialne i post-kolonialne gatunki, które analizują formowanie się post-kolonialnej tożsamości i kultury wytworzonej przez diaspory indoeuropejskie oraz mieszkańców Holenderskich Indii Wschodnich. Ważnym autorem w gatunku jest Tjalie Robinson.
By podtrzymać kontrolę nad koloniami, niektórzy skolonizowani wysyłani byli na uniwersytety do centrum imperium (miało to miejsce szczególnie w Imperium Brytyjskim). Będąc pochodzenia tubylczego, jednak już zeuropeizowani, mieli być panującą klasą nad kolonialnymi satrapami. Jednak po dekolonizacji wykształcenie tych ludzi pozwoliło na podjęcie krytyki kolonializmu. Pod koniec XX wieku, po rozpadzie Związku Radzieckiego dawniejsze republiki socjalistyczne stały się tematem krytyki post-kolonialnej, której autorzy opisywali rusyfikację ludzi, kraju i kultury.
Studia nad literaturą post-kolonialną dzielą ją na (I) opisującą narody post-kolonialne i (II) mającą wpływ na współczesne kształtowanie się tożsamości postkolonialnej. Pierwsza kategoria przedstawia i analizuje wewnętrzny wysiłek, jaki towarzyszy ustaleniu tożsamości w narodzie zdekolonizowanym. Druga kategoria analizuje degenerację obywatelskich i narodowych dążeń do jedności – konsekwencji zaściankowego podejścia do etniczności, zazwyczaj demagogicznie przedstawianego hasłem „ochrony narodu”. Jedność obywatelska i narodowa ulega degeneracji, kiedy patriarchalny reżim jednostronnie zastrzega, co jest, a co nie jest „narodową kulturą” zdekolonizowanego kraju. Dochodzi wtedy do rozpadu kraju narodowego, który przeistacza się albo we wspólny ruch głoszący polityczne hasła na wielką skalę, albo w etnicznie różnorodne ruchy obywatelskie głoszące polityczny separatyzm, tak jak stało się w zdekolonizowanej Rwandzie, Somalii, Sudanie i w Demokratycznej Republice Konga. Są to post-kolonialne ekstrema, przed którymi ostrzegał Frantz Fanon w The Wretched of the Earth (1961).

## Krytyka

### Tożsamość narodowa
Skoncentrowanie się studiów post-kolonialnych na problemie tożsamości narodowej doprowadziło do wniosku, że jest ona kluczowa do stworzenia i ustanowienia stabilnego narodu i kraju w następstwie dekolonizacji. Zauważono także, że niekreślona bądź dwuznaczna tożsamość narodowa zwykła ograniczać społeczny, kulturowy i ekonomiczny rozwój społeczności zdekolonizowanych.